# Cantuaria marplesi
Cantuaria marplesi är en spindelart som först beskrevs av Todd 1945.  Cantuaria marplesi ingår i släktet Cantuaria och familjen Idiopidae. Inga underarter finns listade.